# 2016年7月黃淮氣旋
2016年7月黃淮氣旋是一股於中國北方形成、具高破壞性的溫帶氣旋。此溫帶氣旋引起华北地区、東北部分地區出現暴雨，間接引發洪澇、風雹災害，造成北京、天津、河北、山西、內蒙古、遼寧、吉林、山東、河南、黑龍江10省級行政區凡1500萬人受災。這次氣旋導致184人死亡與130人失蹤，直接經濟損失約250億人民幣。

## 氣象歷史
7月中旬，在中國淮河流域和长江之间的区域的鋒面形成了一股梅雨。同时，在西北太平洋的副热带高压脊位于不同寻常的向南和向西，阻礙西南氣流的發展並讓它完全流入中国大陆。
此溫帶气旋在7月19日下午8時於河南形成，日本氣象廳同時對其發布烈風警報，中國國家氣象中心對其发布暴雨橙色预警。
在此溫帶氣旋發展的同時，緩慢的往北北東移動，並在7月20日下午2時於河北達到巔峰，測得中心最低氣壓992百帕且表面持续风速仍低于8級風。當日下午，中國國家氣象中心對此發佈了暴雨三級警告。
在達到巔峰過後，結構開始崩解且西南氣流也已經斷開造成強度無法順利維持，並且滯留在北京附近直到餘下淺薄的對流雲系消散。

## 影響

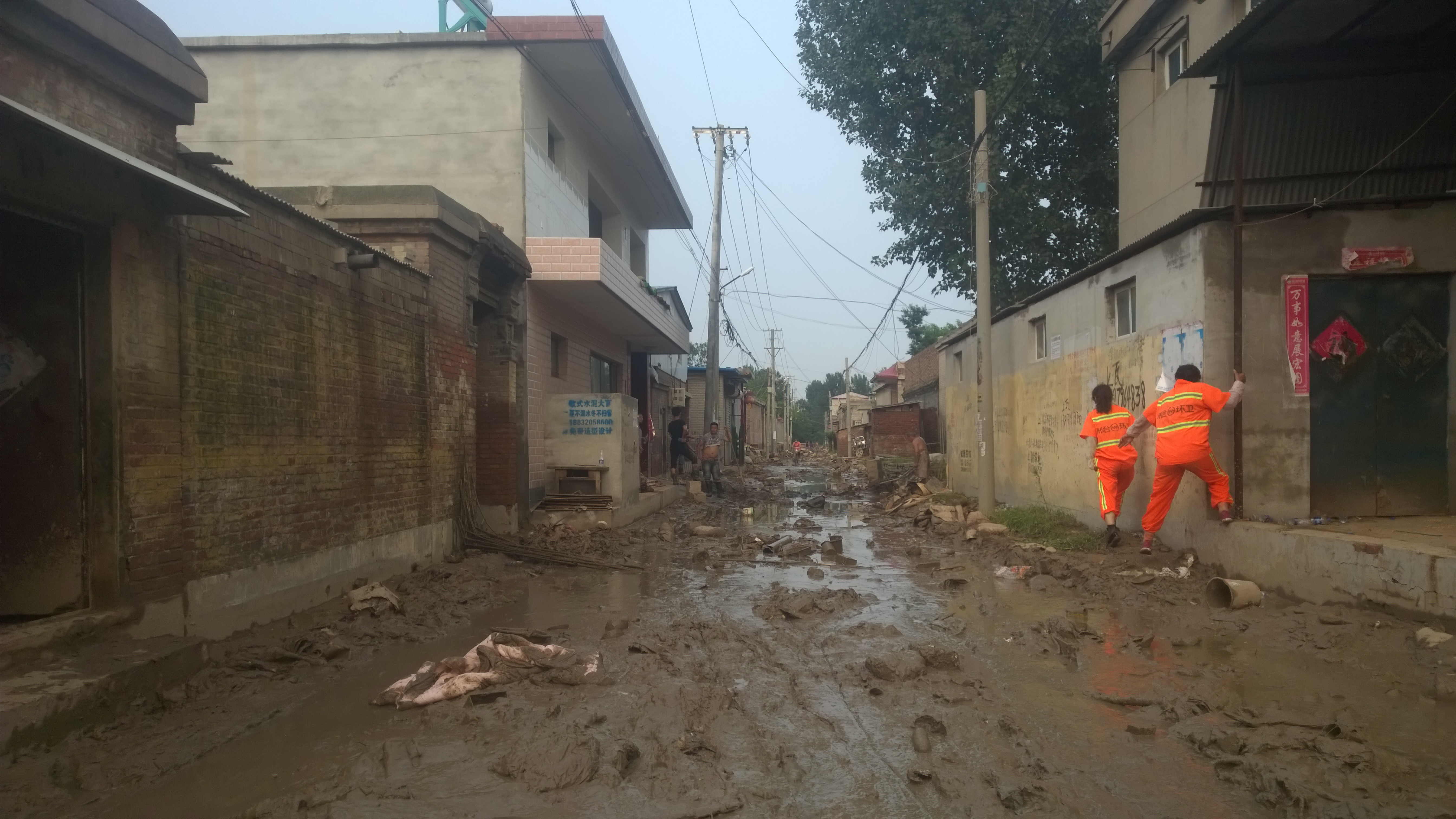
充滿泥濘的邢台市東汪鎮大賢村

此氣旋在華北、東北部分地區帶來暴雨，造成嚴重的洪水，民政部統計是次洪涝风雹灾害造成161人死亡，123人失踪，共計1436.6万人受灾，直接经济损失為254.1亿元。在此次的洪水，共緊急撤離了555萬人，其中有1萬5千人需要緊急救援，並且造成超過129,500棟房屋倒塌、農業損失面積超過12,049平方公里。
而河南省的降雨量更是打破了當地紀錄，此次降雨量最大地区是河南省北部的安阳市。河南省防汛抗旱指挥部称，安阳市林州东岗雨量站6小时降雨量423毫米；砚花水雨量站6小时降雨量372毫米；安阳县新大堰雨量站6小时降雨量321毫米，均超过百年一遇。同樣遭到暴雨襲擊的湖北，據沙洋县马良站12小时降雨量測量，累積超过660毫米，创下當年气象国家级自动站监测数据的最高紀錄。河北邯郸市局地累積降雨量881毫米。

## 爭議

### 政府应急救灾不力
七里河发生洪灾后，当地村民对洪水进入村庄前官方的预警措施提出质疑。村民表示，除了在洪水进村前半小时左右的广播预警外，他们没收到其他任何预警。邢台经济开发区水务局官员在接收媒体采访时表示，7月19号晚上到20号凌晨开发区没有接到上级防汛办的群众撤离通知；
邢台市防汛抗旱指挥部办公室的一位官员则表示，市防汛办当时确实向经济开发区发布了群众撤离通知，但记不清具体时间。7月23日，邢台市副市长在新闻发布会上表示，市防汛办在7月20日凌晨1点40分通知开发区组织转移群众，开发区相关部门随即进入大贤村。
大贤村多位村民向媒体反应，从20日凌晨洪水进村直至当天中午约7个小时期间，救援力量迟迟未到，大部分的救援工作都是在洪水稍退之后村民们自发组织进行。对此，邢台市委外宣办负责人在接受记者采访时表示，洪水暴发后救援力量在第一时间就赶到了灾区，“肯定是及时通知疏散了，但是救援的相关情况现在还不掌握”。

## 政府事後處理

### 中央政府
在宁夏考察的中国共产党中央委员会总书记习近平指出，党中央高度重视防汛抗洪抢险救灾工作，强调要立足防大汛、抗大洪、抢大险，做好抗击特大洪水准备，防止麻痹思想和侥幸心理，力争最大程度减少损失。對於此次的防汛救灾，习近平提出6点要求：
1. 切实落实防汛抗洪责任制。责任重于泰山。各级党委和政府要敢于担当，加强领导，狠抓落实。各有关地区、部门和单位要树立全国一盘棋思想，强化责任，形成合力，统筹好上下游、左右岸、干支流防汛，加强薄弱环节防范。要统筹做好抢险队伍、群众转移安置、物料等组织落实工作。对工作失职造成重大人员伤亡和财产损失的要依法追责。
2. 科学精准预测预报。
3. 突出防御重点。
4. 全力保障人员安全。
5. 强化军民联防联动机制。
6. 抓紧谋划灾后水利建设。

习近平总书记还强调，各级领导干部特别是主要领导干部要靠前指挥，各有关地方、部门和单位要各司其职，从防汛责任落实、监测预报预警、避险撤离转移、防洪工作调度、山洪灾害防御、城市防洪排涝、险情巡查抢护、部门协调配合等方面强化防汛抗洪工作。

### 地方政府
7月23日晚间，邢台市市长董晓宇在召开的新闻发布会上承认政府对此次短时强降雨强度预判不足，对洪灾的应急能力不足，灾情统计、核实、上报不准确不及时，对此深刻反思并向遇难者亲属、受灾群众以及公众道歉。
邢台市委、市纪委启动责任追究程序，对此次抗洪中工作不力的责任人先停职后调查。邢台经济开发区党工委书记、管委会主任段小勇，东汪镇党委书记张国伟，王快镇党委副书记郭同恒等人被停职调查。

## 外部連結

### 氣旋資訊
- （简体中文）中國國家氣象中心气象业务数据共享平台：要闻摘报20160721[永久]
- （简体中文）中國國家氣象中心：“16·7”华北极端强降水特征及天气学成因分析（页面存档备份，存于）
- （简体中文）中國民用航空局：首都机场2016年7·20暴雨与2012年7·21暴雨对比分析（页面存档备份，存于）
- （简体中文）中國国家卫星气象中心：2016年7月国家卫星遥感监测（页面存档备份，存于）
- （简体中文）中國山東省濟南市濟陽縣氣象台：2016年7月19-20日濟南暴雨過程分析
- （简体中文）高原气象雙月刊：黄淮气旋中人工增雨播云区的探讨[永久]
- （繁體中文）中華民國國立台灣大學土木工程系：105年8月國際災例

### 災情相關
- （英文）中國日報：中國：暴雨造成大洪水（页面存档备份，存于）
- （英文）新華網：暴雨襲擊中國山西（页面存档备份，存于）
- （繁體中文）蘋果日報：中國有溫帶氣旋　鄭明典：中國恐持續淹水（页面存档备份，存于）
- （繁體中文）中時電子報：河南連日暴雨 逾229萬人受災（页面存档备份，存于）
- （繁體中文）明報：暴雨襲京 強降雨創多個「首次」（页面存档备份，存于）